# Gulkana (Alaska)
Pour les articles homonymes, voir Gulkana.
Gulkana est une localité (Census-designated place) d'Alaska, aux États-Unis, située dans la Région de recensement de Valdez-Cordova, dont la population était de 119 habitants en 2010.

## Situation - climat
Elle est située sur la rivière Gulkana, à son confluent avec la rivière Copper, au kilomètre 204 de la Richardson Highway, à 11 km de Gakona et à 16 km de Glennallen.
Les températures extrêmes vont de −54 °C à 33 °C entre janvier et juillet.

## Histoire
Le peuple Ahtna a vécu à cet endroit depuis plus de 5000 ans. Gulkana a été fondée en 1903 comme une station du télégraphe, et a été nommée Kulkana du nom de la rivière proche. Un comptoir y avait été établi en 1900 par C.L. Hoyt, un négociant en fourrures, qui l'a tenu jusqu'en 1916. La poste était située à proximité. Gulkana s'étendait à l'origine le long de la rivière, mais a été séparée en deux par la construction de la Richardson Highway pendant la Seconde Guerre mondiale. Les premières maisons d'habitation ont été construites dans les années cinquante.
Actuellement, l'économie locale est à base de chasse, de pêche et de cueillette.

## Démographie
| 1940 | 1950 | 1960 | 1970 | 1980 | 1990 | 2000 | 2010 |
| ---- | ---- | ---- | ---- | ---- | ---- | ---- | ---- |
| 25   | 65   | 51   | 53   | 104  | 103  | 88   | 119  |